# Jefferson Gomes de Oliveira
Jefferson Gomes de Oliveira, meglio noto come Sassá (Rio de Janeiro, 26 gennaio 1988), è un calciatore brasiliano, attaccante del Resende.

## Carriera
Ha giocato nella massima serie dei campionati portoghese, sudcoreano ed ungherese.